# Edwidge Danticat
Edwidge Danticat (Porto Príncipe, 19 de janeiro de 1969) é uma romancista e contista estadunidense de origem haitiana. Ela foi diversas vezes premiada, sendo finalista, por exemplo, da Medalha Andrew Carnegie para a Excelência na Ficção, e sendo nomeada para prêmios como o National Book Award.